# Noves
 Noves  es una localidad y comuna de Francia, en la región de Provenza-Alpes-Costa Azul, departamento de Bocas del Ródano, en el distrito de Arlés y cantón de Châteaurenard.
Su población en el censo de 1999 era de 4.440 habitantes. La aglomeración urbana (agglomération urbaine) la forma la propia comuna.
Está integrada en la  Communauté de communes Rhône Alpilles Durance .

## Demografía
| 3267 | 3579 | 3593 | 3693 | 4021 | 4440 |
| Para los censos de 1962 a 1999 la población legal corresponde a la población sin duplicidades (Fuente: INSEE [Consultar]) |      |      |      |      |      |